# Eparchia kotłaska
Eparchia kotłaska – jedna z eparchii Rosyjskiego Kościoła Prawosławnego, z siedzibą w Kotłasie. Należy do metropolii archangielskiej.
Erygowana przez Święty Synod Rosyjskiego Kościoła Prawosławnego 27 grudnia 2011 poprzez wydzielenie z eparchii archangielskiej i chołmogorskiej. Obejmuje część obwodu archangielskiego – rejony: konoski, kotłaski, krasnoborski, leński, niandomski, szenkurski, ustiański, wielski, wierchnietojemski i wiliegodzki.
Pierwszym biskupem kotłaskim został 18 listopada 2012 Bazyli (Daniłow).

## Dekanaty
W skład eparchii wchodzą 4 dekanaty:
- kotłaski (15 parafii);
- krasnoborski (3 parafie);
- niandomski (6 parafii);
- wielski (20 parafii).